# فدوی سلیمان
فدوی سلیمان (۱۷ مه ۱۹۷۰ – ۱۷ اوت ۲۰۱۷) هنرپیشه تئاتر و تلویزیون علوی‌تبار اهل سوریه بود. او از چهره‌های شناخته‌شده جنگ داخلی سوریه بود که اعتراضات اکثریت سنیان حمص را بر ضد بشار اسد رهبری کرد.
وی و عبدالباسط ساروت دوتن از شناخته شده‌ترین مخالفان حکومت اسد بودند. وی در اثر سرطان درگذشت.